# Флеминг, Францис Филип
Францис Филип Флеминг (англ. Francis Philip Fleming; 28 сентября 1841 года — 20 декабря 1908 года) — американский политик, 15-й губернатор штата Флорида в 1889—1893 годах. Францис Флеминг являлся демократом, ярым сторонником сегрегации и оппонентом народных прав для чёрных. Также был конфедеративным солдатом и адвокатом до того как стал губернатором.
Францис Ф. Флеминг сын Лэвиса Флеминга (лат. Lewis Fleming; 1798—1862) и его второй жены Маргарет Сетон (лат. Margaret Seton).